# Perotrochus quoyanus
Perotrochus quoyanus is een slakkensoort uit de familie van de Pleurotomariidae. De wetenschappelijke naam van de soort is voor het eerst geldig gepubliceerd in 1856 door P. Fischer & Bernardi.